# Вулфвилл
Вулфвилл (англ. Wolfville), первоначально называвшийся Мад-Крик — небольшой городок в долине Аннаполис, примерно в 100 км к северо-западу от города Галифакс, столицы провинции Новая Шотландия. В Вулфвилле находится университет Акадии, здесь регулярно проводится Атлантический театральный фестиваль.

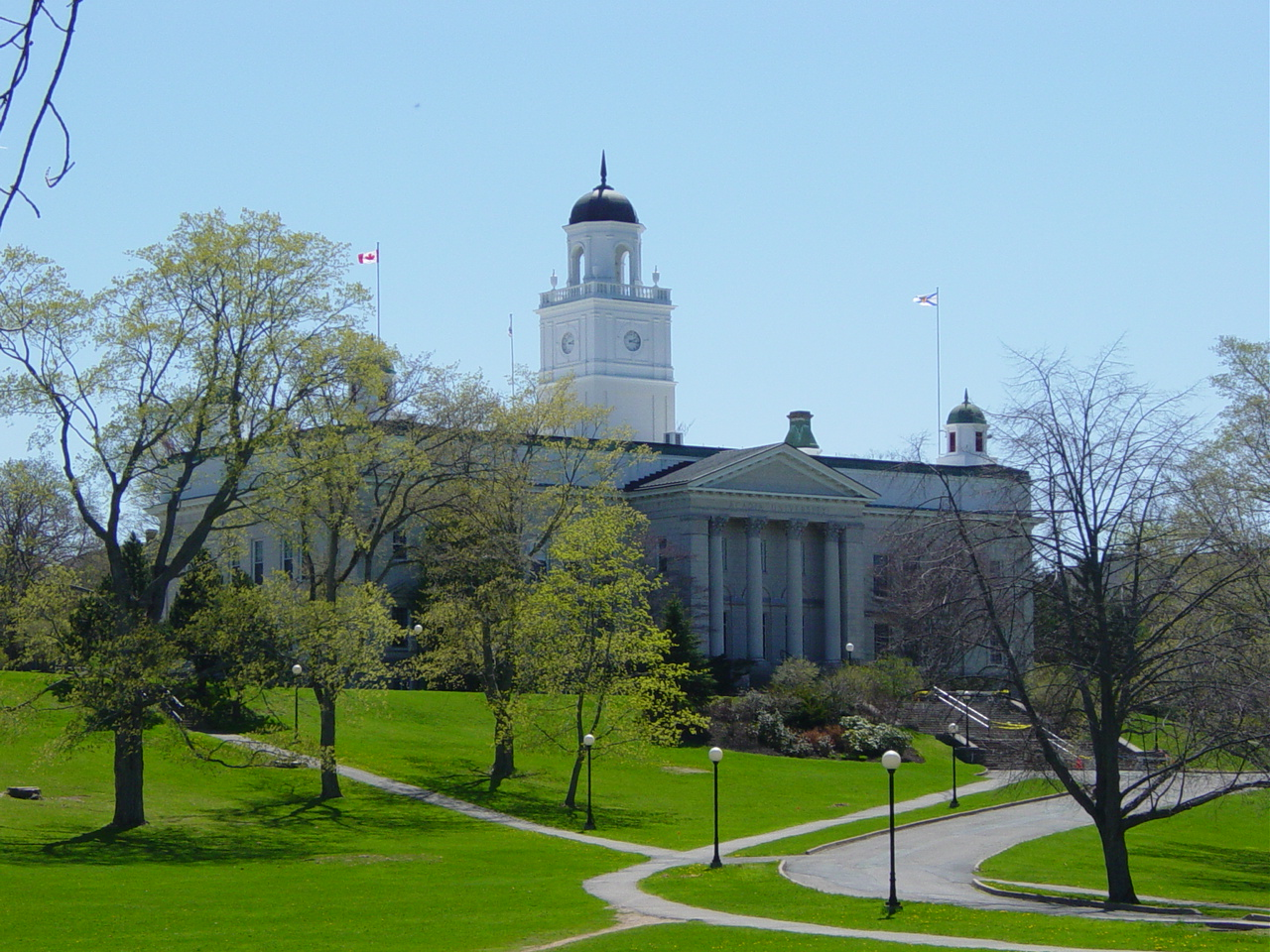
Университет Акадии в Вулфвилле

Вулфвилл — популярное туристическое направление, с одной стороны, из-за уникальных пейзажей залива Фанди, а также из-за множества культурных мероприятий, проводимых университетом и городом. Город смог сохранить свое очарование в основном благодаря старым викторианским домам, некоторые из которых были преобразованы в гостиницы типа «постель и завтрак». В 1970-х годах Вулфвилл был объявлен безъядерной зоной.
Городок находится на окраине культурного ландшафта Гран-Пре, внесённого в список Всемирного наследия ЮНЕСКО.